# Valdemārs Tone
Valdemārs Tone, né Valdemārs Teodors Tone, est un peintre letton né le 28 mars 1892 dans le Annenieki (pagasts) et mort le 30 juillet 1958 à Londres, en Angleterre.  Il était l'un des élèves de Vilhelms Purvītis. Tone était membre du groupe de peintres modernistes de Riga appelé Rīgas mākslinieku grupa et l'un de ses fondateurs (1920-1924), membre de l'association Sadarbs (1924-1925), le membre d'honneur de l'association des peintres de Mūkusala et enseignant à l'Académie des beaux-arts de Lettonie. Le peintre a reçu une médaille d’honneur de l'ordre des Trois Étoiles de Lettonie en 1938. Il s'est exilé en Allemagne, en 1944, puis, en 1949, en Angleterre où il demeura jusqu'à la fin de sa vie.

## Biographie
Valdemārs Tone est né dans la maison de Ļukas de l'arrondissement de Tukums, dans le pagasts d'Annenieki. Il a été scolarisé à l'école d'Annenieki (1900-1906), puis, à l'école de Francmanis à Dobele (1906-1907). Il s'est initié à la peinture à l'école des beaux arts du baron Gerhard von Rozen (1911-1915) à Riga. Parmi ses professeurs on compte Vilhelms Purvītis, Jānis Tillbergs, Janis Rozentāls et Augusts Folcs. Entretemps, le jeune Valdemārs a voyagé dans les pays de la Méditerranée et en Afrique du Nord sur le bateau dont son frère Gotfrīds était le capitaine. En 1915, il s'est inscrit à l'école des beaux arts de Penza qu'il a quittée un an plus tard pour s'engager dans le corps des Tirailleurs lettons. Après la démobilisation, il vivait à Pskov, puis, à Petrograd avant de retourner à Riga en 1918. Il enseignait le dessin et l'histoire de l'art à l'école numéro 2 et l'école numéro 3 (1919-1920). En même temps, il dirigeait son propre studio (1919-1923). Il travaillait comme illustrateur de livres et décorateur au Théâtre National de Lettonie. En 1922, avec le soutien du Fond culturel, il est parti à Paris, puis, en 1929, en Italie. Valdemārs Tone était professeur à l'Académie des Beaux arts de Riga (1925-1944). À la fin de la Seconde Guerre mondiale le peintre et son épouse Aina Tone ont pris la décision de quitter la Lettonie.
Le couple vit d'abord à Weilbourg puis à Detmold, en 1947 ils arrivent au camp de réfugiés de Meerbeck en Allemagne du Nord. Plus tard, le peintre parlera de cette époque comme de l'une des plus productives de sa vie. Au printemps de la même année, son épouse embarque seule pour Angleterre, ayant trouvé une place d'aide-soignante dans l'un des hôpitaux londoniens. Tone devra attendre jusqu'à 1948 pour obtenir sa permission de travail et la rejoindre. Il amènera 726 kilos de bagages consistant en 16 caisses en bois remplies de tableaux. Les Tone s'installent d'abord dans le quartier de Highgate, mais ensuite déménagent à Streatham. Après avoir travaillé à l'hôpital, Aina Tone se lance dans la fabrication des bas de nylon à domicile. Valdemārs Tone installe son studio dans l'une des pièces de l'appartement.
Tone organise sa première exposition à Kensington Art Gallery, en 1951, où il expose 55 œuvres. En 1953, son compatriote  Miķelis Gopers relance la maison d'éditions Zelta Ābele à Stockholm et publie un album de reproductions du peintre en anglais, qui reçoit des critiques élogieuses d'Eric Newton (en).  En 1953, La Fondation Nationale lettonne organise une exposition de Tone dans les locaux de l'Académie des beaux-arts de Stockholm, non loin de Riksdag. Sous l'effet de la bonne ambiance de l'exposition Tone songe pendant quelque temps à s'installer définitivement en Suède. De retour en Angleterre, il tombe malade et faute de diagnostic reste cloué au lit pendant 18 mois. Il est finalement soigné en été 1954 pour une actinomycose par Sir Russell Brock, avec succès. En 1956, il entreprend un voyage en Espagne mais, épuisé après la maladie, n'y fait que quelques esquisses.
La santé de Tone se détériore et le 1er juin 1958 il est hospitalisé à Guy's Hospital où il décède le 30 juillet 1958 à 3 h 30 du matin d'une insuffisance rénale. Après la crémation, l'urne avec ses cendres repose au cimetière de Brookwood.
Selon l'épouse de Valdemārs Tone, peu avant de mourir il lui avait dit de ne garder autant de tableaux qu'on peut accrocher sur les murs et de vendre les autres. Ainsi, Aina Tone a gardé 42 de ses œuvres. Elle en a fait la donation au Musée national des arts de Lettonie, en 2006. Elle a également transmis les photos de famille et l'archive du peintre.